# Direktør (film fra 1969)
Direktor (russisk: Директор) er en sovjetisk spillefilm fra 1969 af Aleksej Saltykov.

## Medvirkende
- Nikolaj Gubenko som Aleksej Svorykin
- Svetlana Zjgun som Sanja Zvorykina
- Boris Kudrjavtsev som Stepan Ruzajev
- Vladimir Sedov som Knyzh
- Anatolij Jelisejev som Baraksin